# 无为 (道家)
“无为”出自《帛书老子》：“上德无为，而无以为也。” 意思是：以自然为准则，无人为、无虚伪，纯真自然，故而无所隐瞒掩盖。

## 思想内涵
无为：为字，古代与伪相通。无为即无伪。
伪字主要有两个含义：人为和虚假。
1. 人为：任何事物都有其天然的形态和自然的运行规则，不以人的意志为改变。人为，要求事物按照自己的意愿发展变化，故而违背自然，拔苗助长，刻意按照自己的主观意愿行事。无为即无人为：没有出于主观意愿而违背自然的刻意作为。
2. 虚假：不纯真，不诚实，不自然，自欺欺人。无为即无虚假：无谎言，无隐瞒，无掩盖，无伪装。

老子说：“上德不德，是以有德。下德不失德，是以无德。上德无为，而无以为也。”
在甲骨文和金文中，“上”字，下面是一长横，上面是一短横。长横表示基准线，短横作为指事符号，表示事物所处位置高于基准线，在基准线之上。“下”字上面是一长横，下面是一短横。长横是基准线，短横作为指事符号，表示事物所处位置低于基准线，在基准线之下。
上德和下德的德字，特指大道的法则。
老子说：“人法地，地法天，天法道，道法自然“。意思是，人以地的法则为法则，地以天的法则为法则，天以道的法则为法则，道以自然为法则。也就是说，大道的法则是自然。
上德，意动用法，以德为上，以德为基准线，行为表现在基准线之上。也就是以大道的自然法则为基准线、行为准则和底线，所作所为不低于行为底线的标准。
下德，与上德相对，不以大道的自然法则为行为底线和行为准则，行为表现低于自然法则的标准。
不德和不失德的德字，指一般行为规范。
不德，不以德为德，即不以一般行为规范的规定为行为准则。
不失德，即不违反一般行为规范的规定。
有德和无德的德字，特指唯道是从的品德。
上德不德，是以有德：以大道的自然法则为行为底线，而不以一般行为规范的规定为行为准则，所以才具有唯道是从的品德。
下德不失德，是以无德：不以大道的自然法则为行为底线，而以不违反一般行为规范的规定为行为准则，所以，虽然循规蹈矩，但并不具备唯道是从的品德。
上德无为，而无以为也：意思是，以大道为准则，无人为，无虚假，故而没有什么好伪装的。是谓上德无伪，而无以伪也。
外在的行为表现，可以是刻意的伪装。表面上顺乎自然的行为，并不代表相应的内在品德。所以，无为，没有刻意的人为表现和虚假伪装、无所隐瞒掩盖，是顺乎自然的具体体现，是“有德”与“无德”的分界点。有德则无伪，有伪则无德。老子说“修之身，其德乃真 （页面存档备份，存于）”，不欺人，尤其是不自欺，是自然、无为的核心理念。

## 与儒家的区别
儒家所讲的无为而治，如《论语·卫灵公》：“无为而治者，其舜也与！夫何为哉，恭己正南面而已矣。”认为“圣人德盛而民化，不待其有所作为也”，实为儒家的“德治”主张，其是汉代道家结合了老庄中的“出世思想”和儒家“经世致用”结合起来的政治理念，该思想强调的是社会的和谐与自然、与民休养生息而不扰民、从而促进社会的稳定与经济的发展。因此与道家的“道”所倡导的“无为而治”实不相同。

## 现代发展
道家要求人們學習大自然的純樸和諧，讓一切事物都回復到其原始的自然狀態，讓事物顯示其本來的面目，人與自然不應視為一種對立、緊張的關係，人的文化創造不應無視自然之理，而是應當尊重自然，遵循客觀規律，人類應該通過熱愛自然，保護生態環境，消除人類的自我中心主義，回歸到人與自然融合無間的和諧狀態，故為「道法自然」。
到了现代，由于其思想与关心地球环境的环保主义相通而得到认同。另一方面，现代物质的膨胀，使得现代人自我丧失，从而陷入迷茫与痛苦，道家的“返璞归真”、重视清净与个人修养思想有一定的指导作用。